# Anomala dorsata
Anomala dorsata är en skalbaggsart som beskrevs av Fahraeus 1857. Anomala dorsata ingår i släktet Anomala och familjen Rutelidae. Inga underarter finns listade i Catalogue of Life.